# Buenos días, tristeza
Buenos días, tristeza (en francés: Bonjour tristesse) fue la primera novela de Françoise Sagan, publicada el 15 de marzo de 1954 por Éditions Julliard. La novela recibió el Grand Prix de Critiques ese mismo año.  El escándalo que estalló tras la publicación de la obra contribuyó a su éxito. Su título está tomado de la segunda línea del poema À peine défigurée (Apenas desfigurado) de la colección La Vie immédiate de Paul Éluard, publicada en 1932.

## Trama
Cécile, una estudiante parisina de secundaria, que acaba de suspender el bachillerato, pasa el verano de su decimoséptimo año en una hermosa villa de la Costa Azul con su padre Raymond y su amante, Elsa.  Cécile y su padre, que mantienen una relación muy estrecha, quieren hacer del placer un programa y de los buenos momentos una consigna, disfrutando del sol, de los placeres del baño y de la lectura, de las salidas y de las charlas nocturnas.
Raymond tiene cuarenta años, viudo desde hace quince, es un hombre rico y atractivo con una larga lista de conquistas. Cécile y Elsa, jóvenes, tranquilas y especialmente interesadas en la vida social, se llevan bien. Cécile, un poco ingenua, intenta parecer adulta y disfruta de la compañía de hombres de la misma edad que su padre. Su vida amorosa transcurre sin incidentes hasta que conoce a Cyril, un estudiante de derecho de 26 años.
La atmósfera cambia radicalmente cuando Raymond anuncia la llegada de Anne Larsen, una amiga de su esposa. Anne aceptó la invitación inesperadamente. A diferencia de las demás mujeres que lo rodean, Anne es una mujer estricta y moralista que aprecia la cultura, los buenos modales y la inteligencia. Al llegar, comienza un sutil conflicto entre las tres mujeres. Elsa intenta mantener la relación con Raymond, a quien siente atraído por Anne, quien cree haber encontrado en él el verdadero amor. En cuanto a Cécile, siente cierta admiración por Anne, quien le enseña mucho, y a quien considera la mujer más importante de su vida, teme sin embargo que bajo su influencia su padre siente cabeza, y no quiere perder la complicidad que los une, así como su "libertad", lo que le permite descuidar sus deberes de vacaciones y, más generalmente, sus estudios, en favor de días pasados en la playa.
Anne toma rápidamente el control de la vida de Cécile e incluso la obliga a estudiar para el examen de recuperación del bachillerato. Además, muestra su desaprobación de la relación con Cyril (prohibiéndole ver a Cécile). Poco a poco, Raymond se aleja de Elsa y queda cada vez más fascinado por la mujer responsable y sensata que es Anne. Finalmente deciden casarse y Elsa tiene que abandonar la villa. Anne se revela "Inflexible y decidida a reformar al padre y a la hija a su manera".
Cécile tiene dificultad para aceptar este resultado, siente la pérdida de una vida entera y preciosa para ella: el fin de su complicidad con su padre, así como el fin de los encuentros con hombres interesantes, mujeres mundanas y el de mucha diversión. Convence a su amigo Cyril de fingir un romance con Elsa para poner celoso a Raymond. La estratagema funciona. Le irrita ver que su antigua amante se acerca a un hombre más joven, y retorna a ella, tal como lo había planeado Cecile, Anne los sorprende y ve sus sueños destrozados. Desesperada, abandona la villa y muere sin testigos en un accidente de coche, probablemente un suicidio.
Al principio, Cecile y su padre están desconsolados, y ella se da cuenta de que en gran medida es culpa suya que esta mujer extraordinaria haya muerto. Pero más tarde, el padre y la hija reanudan su vida fácil, sabiendo que nunca olvidarán a Anne ni al sentimiento que conocieron a raíz de su muerte: la tristeza

## Contexto
En el verano de 1953, Françoise Quoirez escribió su novela en secreto en seis semanas. Se lo confió a su primera lectora, su amiga Florence Malraux, quien quedó impresionada y utilizó sus contactos. El manuscrito fue entregado entonces a Colette Audry, colaboradora de Les Temps Modernes, quien quedó fascinada con esta obra de un adolescente que captaba perfectamente la cruel inconsciencia de esta época. Audry convenció a Françoise de modificar el final para hacerlo más enigmático.
El 6 de enero de 1954, Françoise Quoirez depositó Bonjour tristesse, que había mecanografiado, en manos de René Julliard (editor de Les Temps modernes ) y de la editorial Plon, con solo su nombre, dirección, número de teléfono y fecha de nacimiento como datos. Julliard percibió inmediatamente el éxito que podía alcanzar un libro con temas tan novedosos, firmado por un autor tan joven, con un estilo cuidado. La escritora era menor de edad en ese momento y su padre, temiendo que la familia fuera acosada tras buscar su nombre, que sólo aparecía una vez en el directorio, le aconsejó que adoptara un seudónimo. Françoise, que ya adora a Marcel Proust, elige el del príncipe de Sagan en En busca del tiempo perdido.
René Julliard, un editor vanguardista y audaz, fue el primero en firmarlo. Recordando el escándalo provocado por la publicación en 1923 de la novela Le Diable au corps (El diablo en el cuerpo) del joven Raymond Radiguet, decidió insistir en la edad de Sagan para dar a la obra una reputación sulfurosa difundiéndola con una pancarta en la que estaba escrito "el diablo en el corazón".  Lanzada con 20 000 exemplaires el 15 de marzo de 1954, en un contexto de emancipación femenina, la novela recibió una recepción crítica sospechosa. El 25 de mayo, Bonjour tristesse recibió el Premio de la Crítica, lo que despertó el interés de la prensa y ahora le valió el reconocimiento de la crítica. Para este último, el autor sirve a la vez como "Radiguet en enagua" y de "nueva Colette".

## Recepción
El 1 de junio, el novelista católico François Mauriac comenzó a cuestionar la estatura de la autora en la portada de Le Figaro al condenar "El libertinaje de la adolescencia femenina, una plaga de una época donde las plagas son innumerables".  Llamando a la autora "Un encantador monstruito de dieciocho años", el editorial de Mauriac dio lugar a innumerables polémicas que contribuyeron al gran éxito de público del libro, que hizo rica y famosa a la joven novelista en un tiempo récord. Lo que escandalizó a la sociedad burguesa  fue el tratamiento desenfadado de la sexualidad femenina: Cécile tiene relaciones sexuales con Cyril, sin estar enamorada de él; no queda embarazada y, por si fuera poco, no se avergüenza de compartir su disfrute con los lectores.
John Metcalf, crítico literario de The Spectator escribió: «Bonjour, Tristesse, que ha alcanzado una celebridad notable en virtud de su contenido y de la edad de su autora, es un librito vulgar y triste».
El crítico Bories vom Berg resaltó: "Con frases cortas y palabras sencillas, que recuerdan a Hemingway, pinta con precisión un retrato psicológicamente creíble de su simpático personaje, cuya cautivadora ingenuidad enmascara de tal manera sus despiadados objetivos egoístas que el lector le perdona todo. Esta novela existencialista expresa una actitud ante la vida que la autora, apodada la "estilista de la soledad", ha descrito más que ninguna otra en sus obras. Sus personajes, sin preocupaciones económicas, pertenecen a la "pobre y hastiada raza de los buscadores de placer", como la describe la novela, que en aquel entonces, a diferencia de la sociedad actual, amante de la diversión, aún no era tan dominante."

## Posteridad

### Éxito
- Las ventas alcanzaron los doscientos mil ejemplares en Francia a fines de 1954.[8] El libro fue traducido a 22 idiomas, aunque en Portugal la iglesia católica vetó la traducción al portugués. En 1954, la editorial de José Janés imprimió una traducción española, obra de Noel Clarasó, pero solo se distribuyó en Hispanoamérica, porque el régimen franquista prohibió su difusión en España.[8]
- La novela está incluida en la lista de "cien libros del siglo", clasificación francesa creada en la primavera de 1999 en el marco de una operación organizada por Fnac y Le Monde.[19]
- Sagan comentó su éxito diciendo: "Conocí la fama a los 18 años en 188 páginas, fue como una explosión de grisú."[20]

### Literatura infantil
- La novela se difundió con el tiempo en la literatura infantil y juvenil hasta llegar a los lectores de secundaria. En 2014, Hachette la publicó en la colección “"Biblioteca universitaria" acompañada de archivos de lectura.[21]

## Adaptaciones

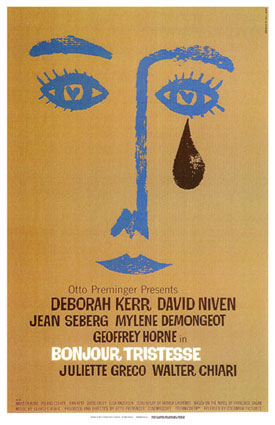
Póster de Saul Bass para Bonjour Tristesse, una adaptación cinematográfica de 1958 de la novela de Otto Preminger.

En el cine
1955: Cantami "Buongiorno tristezza", película italiana de Giorgio Pàstina, con Giacomo Rondinella, Milly Vitale y Arnoldo Foà.
1958: Bonjour tristesse, película estadounidense de Otto Preminger, con Deborah Kerr, David Niven y Jean Seberg. 
1967: Kanashimiyo Konnnichiha: Bonjour tristesse, drama televisivo, guion de Yoko Tai, dirigido por Takeshi Abe, se estrenó en TBS, con Eiko Azusa actuando como Setsuko Asabuki, la heroína.
2024: Bonjour tristesse, película canadiense-alemana de Durga Chew-Bose, con Lily McInerny, Claes Bang y Chloë Sevigny. 
En la televisión
1965: Bonjour tristesse, película para televisión francesa de François Chatel, con Anne Vernon, Michel Auclair y Élisabeth Ercy.
1995: Bonjour tristesse, película para televisión francesa de Peter Kassovitz, con Christine Boisson, François Marthouret y Sarah Bertrand.
En la radio
1968: Bonjour tristesse, producido por Jean Maurel para Radio Luxemburgo.
2014: Bonjour tristesse, dirigida por Laure Egoroff e interpretada por Clémence Poésy.
En los cómics
2018: Bonjour tristesse, adaptado y dibujado por Frédéric Rébéna, ediciones Rue de Sèvres.   

## Homenajes
- 1986: Para la serie animada Maison Ikkoku, dirigida por Kazuo Yamazak para Fuji TV y basada en el cómic "Maison Ikkoku" (1980-1987), escrito e ilustrado por Rumiko Takahashi para la revista quincenal Big Comic Spirits, se lanzó el tema principal Kanashimi Yo Konnichi Wa: Bonjour Tristesse (悲しみよこんにちは), con letra de Yukinojo Mori y música de Koji Tamaki, como quinto sencillo de Yuki Saito e incorporado a su tercer álbum Chime (1986).[32]
- 2005: Bonjour tristesse, canción escrita e interpretada por Alain Souchon en homenaje a Françoise Sagan, en el álbum La Vie Théodore.[33]
- Kanashimi yo Konnichi wa es un sencillo reorganizado por Yuki Saito, lanzado el 28 de noviembre de 2007 a través de Team Entertainment. Incluye canciones publicadas entre 1985 y 1989, con las voces y la música remasterizadas, regrabadas y reorganizadas.[34]
- Bonjour Tristesse (oficialmente conocido como Wohnhaus Schlesisches Tor) es un edificio en Kreuzberg, un distrito de Berlín, diseñado por el arquitecto Álvaro Siza Vieira y terminado en 1984.[35][36]